# Самаркандська область (Російська імперія)
39°39′15″ пн. ш. 66°57′35″ сх. д. / 39.654166666667° пн. ш. 66.959722222222° сх. д.
Самаркандська область — адміністративно-територіальна одиниця Російської імперії, Російської республіки і РРФСР у 1887–1924.

## Географія
Область охоплювала південно-західну частину Туркестанського генерал-губернаторства. Межувала на півночі, північному сході і північному заході з Сирдар'їнською областю, на сході — Ферганською областю, із заходу і півдня — Бухарским еміратом.

## Історія
У 1866 почалася рсоійсько-бухарська війна, в якій 1868 року Бухарський емірат. наслідком цього було загальне повстання проти влади еміра Музаффар. Останньому допомогли російські війська, що придушили виступ. Наслідком цього було подальше послаблення емірату, який вимушений був поступитися своїми східними землями на користь Росії. 1868 року тут було утворено Зеравшанський округ.
У 1870-х почалося реформування російської Середньої Азії. У 1886 російським урядом було прийнято Положення про управління Туркестанским краєм, згідно з яким 13 січня 1887 року Зеравшанський округ було перетворено на Самаркандську область. До неї також було додано частину Сирдар'їнської області.
На час приєднання цих земель до Росії дехкани володіли 13,92 % землі. Згодом урядом було оголошено, що відповідно до закону 1886 року всі землі області належать державі і як багатство відносяться до державної скарбниці. Місцевому осілому населенню для користування було надано землю в якості індивідуальної власності, яку можна було передавати у спадок, а кочовому населенню для колективного користування була передана на необмежений термін. Втім впровадження нових податків призводило до розореннядрібних ісередніх господарств, збільшувалося кількість найманих працівників (чайрікьорів).
У липні 1916 внаслідок невдоволення оголошеною примусовою мобілізацію на тилові роботи в Ходженті вибухнуло повстання, що стало початком Центральноазійського повстання. Невдовзі воно охопило усю область, перекинувшись на сусідні. Незабаром частково набуло антиросійського і релігійного характеру. У Джизацькому повіті було обрано беків, які оголосили про утворення самостійних бекств і відділення їх від Російської імперії. Втім до кінця серпня повстання в Самаркандській області було придушено.
У грудні в області було встановлено владу рад. 30 квітня 1918 року область стала частиною Туркестанської АРСР. Вже з середини того ж року почалися антирадянські повстання. У 1919 році Ходжентський повіт став базою басмацтва.
27 жовтня 1924 в результаті національно-територіального розмежування Середньої Азії, більша частина Самаркандської області увійшла до складу Узбецької РСР (41 волость з 3 повітів), а також до Таджицької АРСР (12 волостей з 2 повітів), 6 волостей Джизацького повіту відійшли до Киргизької АРСР у складі РРФСР.

## Адміністративний устрій
Центром було місто Самарканд. Складалася з 4 повітів: Джизацького, Катта-Курганського, Самаркандського і Ходжентського. 1917 року з Ходжентського повіту було викорелено Голодно-Степовий повіт, який передано до Сирдар'їнської області.
Протягом 1919—1921 існував Ура-Тюбінський повіт.
У 1920—1922 Ходжентський повіт було передано до Ферганської області.
На чолі стояв військовий губернатор, якому належала уся військова та цивільна справа. підпорядковувався Туркестанському генерал-губернатору. Повітами керували повітові начальники. Останнім підпорядковувалися начальники відділень на чолі із біями. В кишлаках керували аксакали.

### Військові губернатори
- Олександр Яфимович (1887—1891)
- Микола Ростовцев (1891—1897)
- Яков Федоров (1897—1899)
- Віктор Мединський (1899—1905)
- Сергій Гескет (1905—1908)
- Олександр Галкін (1908—1911)
- Ілля Одішелідзе (1911—1914)
- Ніл Ликошин (1914—1917)

## Населення
Самаркандська область була найщільніше заселеною областю туркестанського генерал-губернаторства. Згідно Першого загально російського перепису в 1897 році в області мешкало 860 021 жителів. З них узбеки становили 507 587 осіб, таджики — 230 384, казахи — 63 091, кашгарські уйгури — 19 993, сарти — 18 073, східні слов'яни (росіяни, українці, білоруси) — 14 006, перси — 1 723, поляки — 1 531, бухарські жиди — 1 312, тюрки — 460, німці — 440, вірмени — 370.
На 1905 чисельність населення трохи перевищувала 1 млн осіб.

## Економіка
Основу становило сільське господарство. Вирощували переважно рис, пшеницю, дурро, ячмінь, лючерну. Також було поширено розведення льна, коноплі, тютюна, маку, баштанних культур. У 1891—1896 на власні кошти здійснив іригаційні роботи князь Микола Костянтиновича, побудувавши «Канал імператора Миколи I».
Область була одним з важливіших центрів розведення бавовнику. Найбільшого розвитку вирощування бавовнику та виготовлення бавовни досягло в 1890—1900 роках. У 1900 році з області було вивезено 45 948 пудів. Виробництво бавовни в Самаркандській області збільшилася з 1888 до 1908 року майже в 3 рази. Зі збільшенням обсягів бавовнику з'являються банки, що починають кредитувати виробників.
У Самаркандському та Ходентському повітах набуло поширення овочівництво і садівництво (вирощували абрикос, персик, шовковиця, черешня, волоський горіх, айву), виноградарство (зокрема й виробництво родзинок, патоки) та виноробство (передусім в Самарканді). Виногорілчані підприємства належали переважно росіянам або українцям. З 1890-х років зайняли провідне місце по випуску продукції в Туркестанському краї. Вони спеціалізувалися на виробництві мусалласа, марочних вин і спирту.
Вирощували верблюдів, ішаків, коней, велику і дрібну рогату худобу, розвинено було вівчарство. Каракулеве вівчарство було розвинене в Самаркандському, Катта-Курганському і частково Ходжентському повітах. Наприкінці XIX століття в області стало скорочуватися конярство. Породистих коней розводили лише в Замінській волості Джизацького повіту і в Ура-Тюбе.
Загалом у 1891 році нараховувалося 795692 тис. голів худоби, вже у 1909 році — 1,352234 тис. голів. В області, згідно з відомостями 1897 року, скотарством самостійно займалося 1523 осіб. З них 213 проживало в Самаркандському, 630 — в Джизакському, 98 — в Катта-Курганському повітах. Цим займалися переважно казахи і киргизи.
Розвивається борошномельна промисловість. Значними темпанами зростає кількість водяних млинів. В 1897 році їх вже було 2078. Провідними центрами виробництва товарів широкого вжитку (кустарного і напівкустарного характеру) були Самаркандський і Ходжентський повіти.
В 1900 році в Самаркандській області діяло 87 заводів і фабрик, до 1908 року їх кількість досягло 119. Кількість робітників відповідно зросла з 1372 до 249 614. У 1917 році вже нараховувалося 175 промислових закладів. основу становили підприємства, що займалися очищенням бавовни (72,6 %).
Найважливішим торговельним центром був Самарканд. Обсяг його торгівлі досягав 15,7 млн карб. На місцеві ринки області надходила товарна продукція з європейських та кавказьких губерній Російської імперії, Афганістану, Індії, Китаю, Бухарського емірату, сусідніх областей.
1888 року до Самарканду було прокладено Середньоазійську залізницю, яка до 1898 року з'єдналася з Ташкентом і Ферганою. У 1896 році було відкрито рух залізничними лініями Джебел — Самарканд, 1899 року — Самарканд — Ташкент, Горчакове — Скобелєве, Черняево — Андижан.
До часу утворення області тут почалася розробка кам'яного вугілля. У 1892 році добувалося вже 87 тис. пудів.

## Освіта
На 1897 рік в Самаркандської області існувало 2 училища, в яких викладало 10 вчителів та помічників (4 чоловіків та 6 жінок), де навчалося 207 учнів (130 хлопчиків і 77 дівчаток). Створювалися також так званні російсько-туземні школи. Першу було відкрито 1870 року. На 1897 рік їх було вже 8. На 1900 рік функціонувало 4 вечірні школи для дорослих, 1 школа-інтернат, 18 училищ. На 1917 рік було 42 навчальні установи з 3332 учнями.
Базовою основою релігійної освіти виступали мусульманські школи початкового навчання — мактаби. Вони були як в містах, так і в кишлаках, а також в аулах кочового населення. У 1896 році їх кількість становило в 1300, де займалося понад 10,3 тис. дітей, в 1906 році — 2196 (учнів —17,5тис.). Середню конфесіональну освіту населення отримувало в медресе, яких на початок існування області було 81, а в 1890 року скоротилося до 50.Це було пов'язано з політикою російської колоніальної влади.
1913 року в Самарканді стали випускати газету «Самарканд» і журнал «Онна» (російською та узбецькою мовами, фарсі).